# Land der Berge, Land am Strome
Land der Berge, Land am Strome is het volkslied van Oostenrijk. Het lied werd als volkslied in gebruik genomen op 22 oktober 1946. Aanvankelijk was dit lied enkel instrumentaal. De tekst, van de hand van de Oostenrijkse dichteres Paula von Preradovic, werd een jaar later aan het lied toegevoegd. 
Tot 1918 was Gott erhalte Franz den Kaiser, met dezelfde melodie als het Deutschlandlied, in gebruik als volkslied ofwel keizershymne. Tijdens de Eerste Republiek Oostenrijk (1918-1938) werd aanvankelijk de Renner-Kienzl-Hymne ("Deutschösterreich Du herrliches Land") (tekst van Karl Renner, melodie van Wilhelm Kienzl) het Oostenrijkse volkslied, hoewel niet officieel. Van 1929 tot 1938 was de Kernstock-hymne ("Sei gesegnet ohne Ende") het Oostenrijkse volkslied. Dit had dezelfde melodie als de keizershymne ("Gott erhalte...") van Joseph Haydn en het Deutschlandlied. Dat leidde ertoe dat er bij het spelen van het volkslied verschillende teksten gezongen werden, afhankelijk van politieke voorkeur (voor aansluiting bij Duitsland, voor de republiek of voor het herstel van de monarchie). In 1946 besloot de Oostenrijkse regering om een nieuw volkslied te kiezen. Uit verschillende voorstellen werd "Land der Berge" gekozen.
Wie verantwoordelijk is voor de muziek van het lied, is niet met zekerheid vastgesteld. Lange tijd werd aangenomen dat deze melodie volledig voor rekening kwam van Mozart. Negentien dagen voor zijn dood, op 5 december 1791, componeerde Wolfgang Amadeus Mozart zijn laatste werk, de Freimaurerkantate KV 623. In delen van de gedrukte editie van deze cantate verscheen het lied Lasst uns mit geschlungnen Händen ("Laat ons met ineengeslagen handen"). Tegenwoordig wordt het auteurschap van Mozart betwist, en wordt het toegeschreven aan Johann Baptist Holzer, die het lied ofwel alleen ofwel samen met Mozart  
 of Paul Wranitzky zou hebben geschreven.

## Tekst
Land der Berge, Land am Strome,
Land der Äcker, Land der Dome,
Land der Hämmer zukunftsreich!
Heimat großer Töchter und Söhne(*),
Volk begnadet für das Schöne,
Vielgerühmtes Österreich,
Vielgerühmtes Österreich!
Heiß umfehdet, wild umstritten,
Liegst dem Erdteil du inmitten
Einem starken Herzen gleich.
Hast seit frühen Ahnentagen
Hoher Sendung Last getragen,
Vielgeprüftes Österreich,
Vielgeprüftes Österreich.
Mutig in die neuen Zeiten,
Frei und gläubig sieh uns schreiten,
Arbeitsfroh und hoffnungsreich.
Einig laß in Jubelchören,
Vaterland, dir Treue schwören.
Vielgeliebtes Österreich,
Vielgeliebtes Österreich.